# Pilea hitchcockii
Pilea hitchcockii är en nässelväxtart som beskrevs av Ellsworth Paine Killip. Pilea hitchcockii ingår i släktet pileor, och familjen nässelväxter. Inga underarter finns listade i Catalogue of Life.